# Йожеф Віг Вільгельм
Йожеф Вільгельм, Віг (угор. Wilhelm József, ? — ?) — угорський футболіст, що грав на позиції півзахисника.

## Клубна кар'єра
Виступав у складі команди УТШЕ, з якою двічі піднімався до вищого дивізіону чемпіонату Угорщини. 
У сезоні 1926–1927 грав у складі «Уйпешта», з яким ставав срібним призером чемпіонату Угорщини і фіналістом кубка Угорщини (хоча у фіналі не грав). Влітку 1927 року був учасником першого чвертьфінального матчу кубка Мітропи, у якому «Уйпешт» поступився празькій «Славії» — 0:4. 
Протягом двох наступних сезонів грав у складі клубу «Вашаш». 

## Досягнення
- Срібний призер Чемпіонату Угорщини: (1)

«Уйпешт»: 1926–1927
- Фіналіст Кубка Угорщини: (1)

«Уйпешт»: 1927